# Stari Gradac
Stari Gradac is een plaats in de gemeente Pitomača in de Kroatische provincie Virovitica-Podravina. De plaats telt 725 inwoners (2001).